# Ingeborg Zwinkel
Ingeborg Zwinkel (Múnich, 19 de enero de 1920-Lima, 23 de junio de 2015), más conocida como la Gringa Inga, fue una profesora y personalidad televisiva alemana radicada en Perú. En dicho país, se dio a conocer como animadora en diversos programas de televisión, especialmente en Trampolín a la fama, donde participó por 28 años ininterrumpidos.

## Biografía
Ingeborg Zwinkel nació en Múnich en 1920. Cuando tenía seis años, su familia migró a Estados Unidos. Vivió su juventud en Nueva York, donde conoció al diplomático peruano Luis de la Torre, con quien se casó y viajó a Perú para una corta estadía, que finalmente se prolongó para el resto de su vida.
Su inicio en la televisión peruana fue apadrinada por Kiko Ledgard en los programas Bata pone el mundo a tus pies y Bingo en Domingo, donde realizaba apariciones esporádicas. En 1964 participó en un segmento del popular programa infantil El Tío Johnny en TV, conducido por Johnny Salim. En 1967 tuvo su propio programa televisivo, La Gringa Inga, donde realizaba pequeñas lecciones de inglés.
Paralelamente a su carrera televisiva, Zwinkel daba clases de inglés en el ICPNA. En esa época se inauguró el programa Trampolín a la fama en el canal 5, conducido por Augusto Ferrando. Zwinkel pasó a integrar el elenco de personajes que amenizaron las tardes televisivas de la audiencia peruana, siendo conocida como la Gringa Inga. Fue parte del programa hasta su salida del aire en 1996.
El 13 de diciembre de 1983, durante un motín en la cárcel de Lurigancho, fue herida por fuego de la policía al intentar liberarla de un preso que la tomó por rehén. A pesar de este episodio, siguió realizando labores sociales en albergues y cárceles peruanas.
Al final de sus días, estableció su residencia en el distrito de Chaclacayo, donde convivió junto a sus once perros. Falleció en su casa el 22 de junio de 2015. Su cuerpo fue velado en el local de la Junta de Obras Sociales de Chaclacayo, posteriormente fue cremada y las cenizas entregadas a su familia.

## Filmografía

### Televisión
- Bata pone el mundo a tus pies
- Bingo en domingo
- El tío Johnny en TV (1964)
- La Gringa Inga (1967)
- Trampolín a la fama (1968-1996)

### Películas
- Las sicodélicas (1968), como Cristeta de De los Granados
- Bromas, S.A. (1967), como Secretaria (sin créditos)

### Documentales
- Hombres de Bronce: María Reiche (1998), como la arqueóloga María Reiche